# Trachea confluens
Trachea confluens är en fjärilsart som beskrevs av Moore 1881. Trachea confluens ingår i släktet Trachea och familjen nattflyn. Inga underarter finns listade i Catalogue of Life.